# プロトニウム
プロトニウム (Protonium) は、陽子と反陽子がお互いの周りを回る異種原子である。プロトニウムは、電気的に中性なボース粒子で、バリオン数は0である。
プロトニウムを生成する2つの方法が知られている。1つは、激しい粒子の衝突を利用するもので、もう1つは、陽子と反陽子を磁場をかけた容器に閉じ込める方法である。後者の方法は、2002年に欧州原子核研究機構で、Evandro Lodi RizziniらのグループによってATHENA実験の中で初めて行われたが、実験中にプロトニウムが生成していることが確認されたのは2006年になってからだった。
高エネルギーでの陽子と反陽子の反応によって、多くの粒子が生成される。実際に、このような反応は、フェルミ国立加速器研究所のテバトロン等の衝突型加速器の原理である。LEARを用いたプロトニウムの研究では、反陽子をヘリウム等の原子核に衝突させる実験が行われたが、10eVから1keVの極低エネルギーでの衝突でプロトニウムが生成した。
予定される実験では、低エネルギー反陽子ビームの供給源としてトラップを用い、このビームを水素原子に衝突させて陽子-反陽子の結合を励起させ、励起状態のプロトニウムを生成する。非結合粒子は、磁場中で進路を曲げることによって除去される。プロトニウムは電荷がないので、磁場の中ではまっすぐ進む。もし生成していれば、このプロトニウムが高真空中を進み、陽子と反陽子の対消滅によって崩壊すると考えられる。この崩壊産物が、プロトニウム生成の証拠となる。
プロトニウムについての理論的研究は、主に非相対論的量子力学を用いて行われている。これらの研究は、状態ごとの結合エネルギーや寿命を予測する。寿命については、論争はあるものの、0.1µ秒から10µ秒とされている。電子と陽子のクーロン力が独占的な水素原子と異なり、プロトニウムを構成する力は、主に強い相互作用である。また、中間子の多粒子相互作用も重要であると考えられている。そのため、プロトニウムの生成と研究は、核力の理解のためにも重要である。